# ずんだ餅

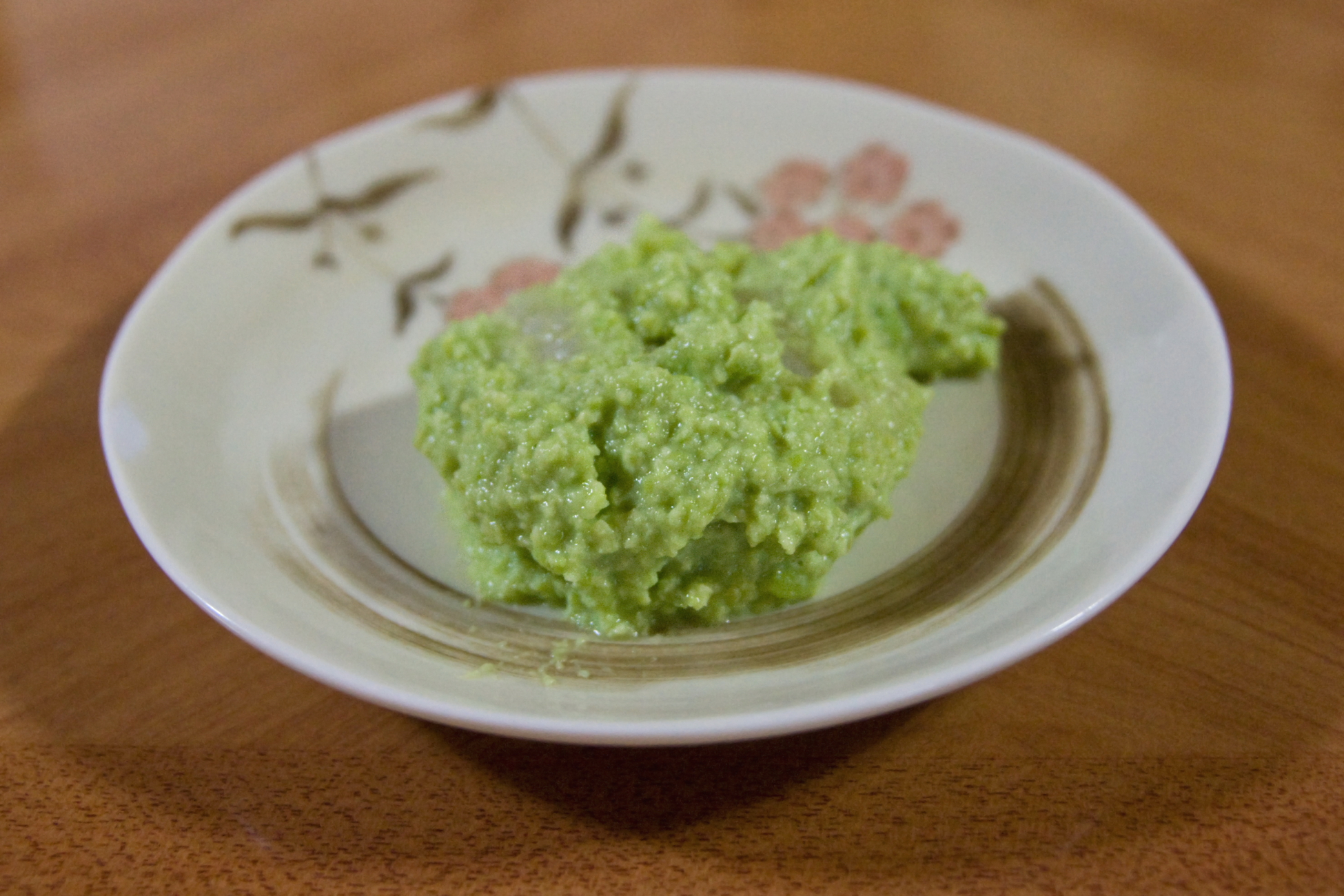
ずんだ餅

ずんだ餅（ずんだもち、づんだもち）は、すりつぶした枝豆（ずんだ）を餡に用いる餅菓子で、南東北、特に宮城県を中心にした地域の郷土料理、郷土菓子である。地域により様々な呼称がある。ずんだ餅は宮城県や岩手県南部における呼称で、山形県や福島県では地域によりずんだん餅、じんだん餅、じんだ餅、ぬた餅、豆ずり餅の呼称がある。また、それらに接する秋田県南部、および栃木県北西部などにも似た料理が伝わっている。

## 概要
ずんだは江戸時代からあったが、甘味のあるずんだが確認できるのは砂糖が出回るようになった幕末からである。愛子（現在の仙台市青葉区愛子）の農家の食事の記録として、お盆にずんだ餅を食べたと記した史料がある。枝豆の旬は夏であり、かつては夏の風習としてお盆に家族や親戚が集まりずんだを作った。その際、ずんだ餅は先祖に対する供物でもあった。
1947年（昭和22年）、東北地方に昭和天皇の戦後巡幸があり、天皇の食事に各地の郷土食を反映させることなった。この際、宮城県ではずんだ餅（他にごま餅、やながわ）が選ばれ、夕食に供されている。
ずんだ餅は一部の餅店や団子屋で季節商品として取り扱われていたが、仙台の食品製造会社である黄金食品・仙台藩名物ずんだ餅本舗が「冷凍ずんだ餅」を開発し、郵便局のふるさと小包による販売を開始して以降、年間を通しても食べられるようになった。その後、追随する食品メーカーが増え、菓匠三全が「ずんだ茶寮」のブランドで仙台駅などでの販売を始めた頃には仙台名物の一角として一般に認識されるようにもなった。ずんだ餡には枝豆を使用するのが一般的だが、エンドウやインゲンマメを使用したものも販売されている。
栃木県北西部の「ばんだい餅」には様々な調理方や味があるが、餅にずんだを付ける場合もある。また、ずんだ餅に似たものとして、長野県の諏訪地域と上伊那地域に「のたもち」というものがある。大阪府南部の堺・泉州・南河内には餅や白玉を大豆餡、または、枝豆餡で包んだ「くるみ餅」という郷土菓子がある。

## 作り方

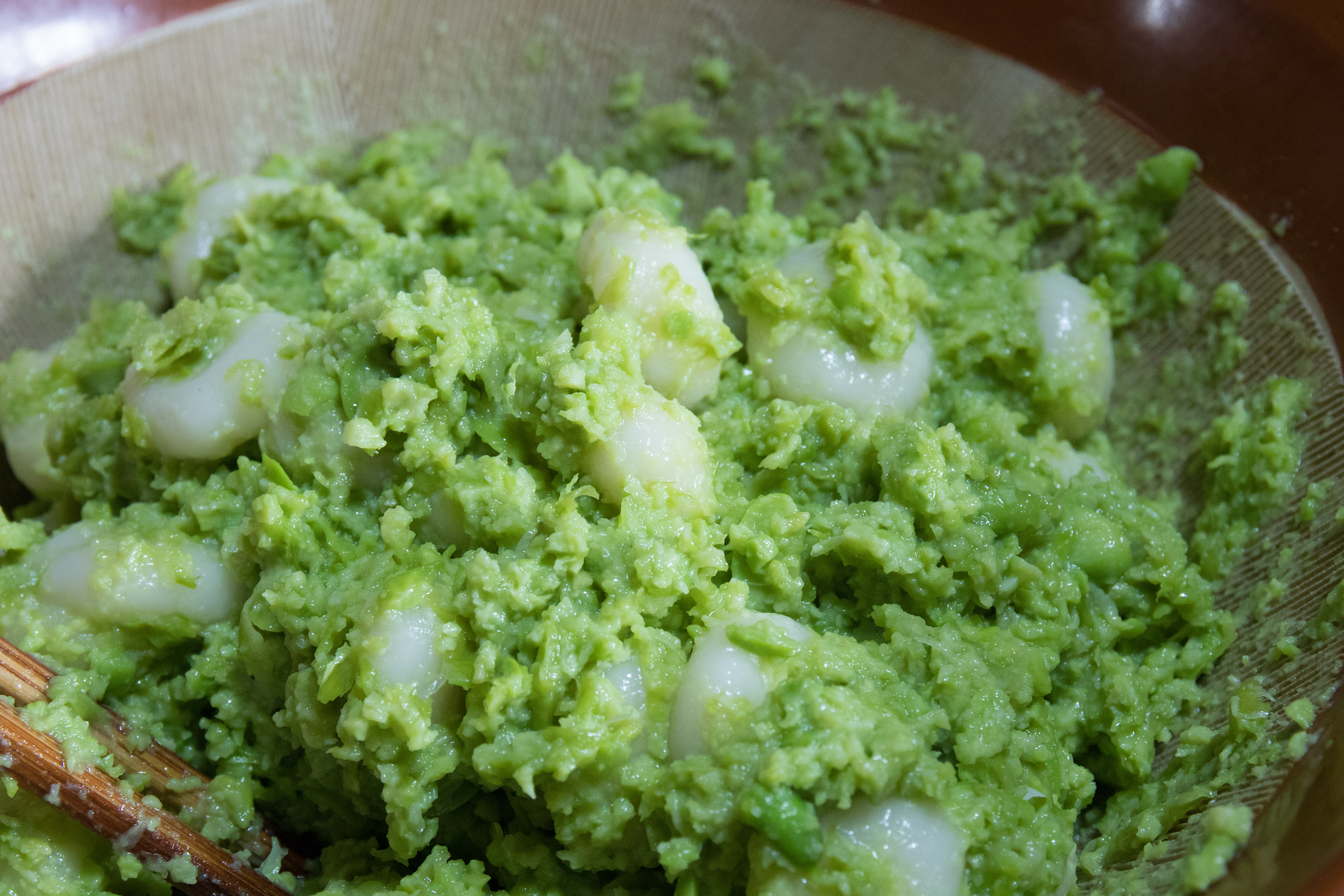
すり鉢で摺ったずんだ餡に白玉餅を混ぜたもの。

枝豆を茹で、薄皮を剥いて潰し、砂糖と食塩を混ぜてできたずんだ餡を餅にまぶす。
一般的にはすり鉢などですり潰すが、包丁やフードプロセッサなどで細かく切り刻むものもあり、様々である。餅と共に餡も水分を多く含むため長くはおけず、餡が乾いてしまうと餅も固くなり、風味が落ちる。固くなってしまった場合は電子レンジで温めると柔らかくなるが、長く加熱し過ぎると餅が溶けてしまうので注意が必要である。
餡の調理をしなくても、市販のずんだ餡があれば、それを餅や白玉と合わせる事で簡単に作る事もできる。